# Diaporthe veronicae
Diaporthe veronicae är en svampart som beskrevs av Rehm 1916. Diaporthe veronicae ingår i släktet Diaporthe och familjen Diaporthaceae.   Inga underarter finns listade i Catalogue of Life.